# Henry Caicedo
Henry Caicedo (Cali, 18 luglio 1951 – Calì, 18 gennaio 2023) è stato un calciatore colombiano, di ruolo difensore.

## Carriera

### Club
Ha sempre giocato nella massima serie colombiana.

### Nazionale
Con la Nazionale colombiana ha preso parte alla Copa América 1975.